# تیراندازی در بازی های المپیک تابستانی ۲۰۱۶ - تفنگ بادی ۱۰ متر مردان
مسابقه تفنگ بادی ۱۰ متر مردان در بازی‌های المپیک ۲۰۱۶ د ۸ اوت ۲۰۱۶ برگزار شد.
این رویداد شامل دو مرحله بود: یک مرحله مقدماتی و یک مرحله نهایی. در مسابقه مقدماتی، هر تیرانداز ۴۰ تیر با تفنگ بادی در فاصله ۱۰ متری از وضعیت ایستاده شلیک کرد. امتیازات برای هر ضربه با افزایش ۱ و حداکثر امتیاز ۱۰ بود.
۸ تیرانداز برتر مرحله مقدماتی به مرحله نهایی راه یافتند. در آنجا ۲۰ گلوله دیگر شلیک کردند. این ضربات با افزایش یک امتیاز، با یک امتیاز اضافی در حلقه مرکزی که با افزایش ۰٫۱ به ثمر می‌رسد، به ثمر می‌رسد؛ بنابراین، حداکثر امتیاز ۱۰٫۹ در هر شات است. حداکثر نمره ای که می‌توان در طول صلاحیت به دست آورد ۶۵۴٫۰ است.
نیکولو کامپریانی از ایتالیا مدال طلا، سرگی کولیش از اوکراین مدال نقره و ولادیمیر ماسلنیکوف از روسیه مدال برنز را کسب کردند.

## رکوردها
قبل از این مسابقات رکوردهای موجود جهان و المپیک به شرح زیر بود.
| رکوردهای مقدماتی | رکوردهای مقدماتی                  | رکوردهای مقدماتی | رکوردهای مقدماتی | رکوردهای مقدماتی |
| ---------------- | --------------------------------- | ---------------- | ---------------- | ---------------- |
| رکورد جهانی      | پیتر سیدی (HUN)                   | 633.5            | مونیخ، آلمان     | ۲۵ مه ۲۰۱۳       |
| رکورد المپیک     | ISSF Rule changed on 1 فوریه 2013 | –                | –                | –                |

| رکوردهای فینال | رکوردهای فینال                    | رکوردهای فینال | رکوردهای فینال | رکوردهای فینال |
| -------------- | --------------------------------- | -------------- | -------------- | -------------- |
| رکورد جهانی    | کیان شوئچائو (CHN)                | 210.6          | مونیخ، آلمان   | ۲۱ مه ۲۰۱۶     |
| رکورد المپیک   | ISSF Rule changed on 1 فوریه 2013 | –              | –              | –              |

## دور مقدماتی
| Rank | Athlete             | Country             | ۱     | ۲     | ۳     | ۴     | ۵     | ۶     | Total | Inner 10s | Notes  |
| ---- | ------------------- | ------------------- | ----- | ----- | ----- | ----- | ----- | ----- | ----- | --------- | ------ |
| ۱    | نیکولو کامپریانی    | ایتالیا             | ۱۰۴٫۱ | ۱۰۵٫۲ | ۱۰۴٫۵ | ۱۰۵٫۴ | ۱۰۵٫۸ | ۱۰۵٫۲ | ۶۳۰٫۲ |           | Q, ر.ک |
| ۲    | ولادیمیر ماسلنیکوف  | روسیه               | ۱۰۵٫۳ | ۱۰۳٫۷ | ۱۰۵٫۴ | ۱۰۵٫۲ | ۱۰۳٫۹ | ۱۰۵٫۵ | ۶۲۹٫۰ |           | Q      |
| ۳    | پتار گورشا          | کرواسی              | ۱۰۴٫۷ | ۱۰۵٫۰ | ۱۰۴٫۸ | ۱۰۴٫۷ | ۱۰۴٫۷ | ۱۰۴٫۱ | ۶۲۸٫۰ |           | Q      |
| ۴    | سرگی کولیش          | اوکراین             | ۱۰۳٫۴ | ۱۰۴٫۷ | ۱۰۳٫۵ | ۱۰۶٫۴ | ۱۰۴٫۰ | ۱۰۵٫۰ | ۶۲۷٫۰ |           | Q      |
| ۵    | اوله تسارکوف        | اوکراین             | ۱۰۲٫۹ | ۱۰۵٫۵ | ۱۰۳٫۹ | ۱۰۵٫۱ | ۱۰۴٫۰ | ۱۰۴٫۸ | ۶۲۶٫۲ |           | Q      |
| ۶    | پیتر سیدی           | مجارستان            | ۱۰۳٫۸ | ۱۰۴٫۵ | ۱۰۴٫۵ | ۱۰۵٫۴ | ۱۰۲٫۱ | ۱۰۵٫۶ | ۶۲۵٫۹ |           | Q      |
| ۷    | آبهیناو بیندرا      | هند                 | ۱۰۴٫۳ | ۱۰۴٫۴ | ۱۰۵٫۹ | ۱۰۳٫۸ | ۱۰۲٫۱ | ۱۰۵٫۲ | ۶۲۵٫۷ |           | Q      |
| ۸    | ایلیا چارهیکا       | بلاروس              | ۱۰۵٫۲ | ۱۰۴٫۵ | ۱۰۴٫۹ | ۱۰۳٫۲ | ۱۰۳٫۱ | ۱۰۴٫۶ | ۶۲۵٫۵ |           | Q      |
| ۹    | کائو ییفی           | چین                 | ۱۰۴٫۱ | ۱۰۴٫۴ | ۱۰۴٫۷ | ۱۰۴٫۳ | ۱۰۴٫۴ | ۱۰۳٫۶ | ۶۲۵٫۵ |           |        |
| ۱۰   | Are Hansen          | نروژ                | ۱۰۱٫۵ | ۱۰۴٫۵ | ۱۰۳٫۸ | ۱۰۳٫۹ | ۱۰۵٫۱ | ۱۰۵٫۶ | ۶۲۴٫۴ |           |        |
| ۱۱   | کیم هیون جون        | کره جنوبی           | ۱۰۳٫۱ | ۱۰۴٫۰ | ۱۰۴٫۹ | ۱۰۶٫۰ | ۱۰۴٫۴ | ۱۰۲٫۰ | ۶۲۴٫۴ |           |        |
| ۱۲   | Milutin Stefanović  | صربستان             | ۱۰۴٫۱ | ۱۰۴٫۸ | ۱۰۳٫۲ | ۱۰۳٫۷ | ۱۰۴٫۰ | ۱۰۴٫۵ | ۶۲۴٫۳ |           |        |
| ۱۳   | استوان پنی          | مجارستان            | ۱۰۴٫۵ | ۱۰۴٫۵ | ۱۰۳٫۱ | ۱۰۶٫۰ | ۱۰۲٫۰ | ۱۰۳٫۹ | ۶۲۴٫۰ |           |        |
| ۱۴   | Sergey Richter      | اسرائیل             | ۱۰۳٫۸ | ۱۰۲٫۴ | ۱۰۵٫۱ | ۱۰۳٫۷ | ۱۰۴٫۷ | ۱۰۴٫۱ | ۶۲۳٫۸ |           |        |
| ۱۵   | Alexander Schmirl   | اتریش               | ۱۰۴٫۵ | ۱۰۴٫۹ | ۱۰۴٫۱ | ۱۰۴٫۱ | ۱۰۳٫۸ | ۱۰۲٫۳ | ۶۲۳٫۷ |           |        |
| ۱۶   | سرگئی کامنسکی       | روسیه               | ۱۰۳٫۷ | ۱۰۴٫۲ | ۱۰۴٫۵ | ۱۰۴٫۰ | ۱۰۴٫۴ | ۱۰۲٫۴ | ۶۲۳٫۲ |           |        |
| ۱۷   | Vitali Bubnovich    | بلاروس              | ۱۰۱٫۹ | ۱۰۴٫۲ | ۱۰۲٫۶ | ۱۰۳٫۹ | ۱۰۶٫۱ | ۱۰۴٫۲ | ۶۲۲٫۹ |           |        |
| ۱۸   | Julian Justus       | آلمان               | ۱۰۳٫۱ | ۱۰۴٫۵ | ۱۰۳٫۸ | ۱۰۳٫۳ | ۱۰۳٫۴ | ۱۰۴٫۷ | ۶۲۲٫۸ |           |        |
| ۱۹   | آلین مولدوونو       | رومانی              | ۱۰۲٫۳ | ۱۰۳٫۳ | ۱۰۴٫۶ | ۱۰۴٫۱ | ۱۰۵٫۰ | ۱۰۳٫۴ | ۶۲۲٫۷ |           |        |
| ۲۰   | Naoya Okada         | ژاپن                | ۱۰۴٫۷ | ۱۰۵٫۲ | ۱۰۰٫۷ | ۱۰۴٫۰ | ۱۰۳٫۸ | ۱۰۴٫۲ | ۶۲۲٫۶ |           |        |
| ۲۱   | لوکاس کوزنیسکی      | ایالات متحده آمریکا | ۱۰۴٫۱ | ۱۰۳٫۹ | ۱۰۳٫۳ | ۱۰۴٫۱ | ۱۰۳٫۳ | ۱۰۳٫۶ | ۶۲۲٫۳ |           |        |
| ۲۲   | پوریا نوروزیان      | ایران               | ۱۰۲٫۸ | ۱۰۳٫۵ | ۱۰۴٫۱ | ۱۰۳٫۶ | ۱۰۳٫۹ | ۱۰۴٫۳ | ۶۲۲٫۲ |           |        |
| ۲۳   | گاگان نارانگ        | هند                 | ۱۰۵٫۳ | ۱۰۴٫۵ | ۱۰۲٫۱ | ۱۰۳٫۴ | ۱۰۱٫۶ | ۱۰۴٫۸ | ۶۲۱٫۷ |           |        |
| ۲۴   | هراچیک بابایان      | ارمنستان            | ۱۰۳٫۷ | ۱۰۲٫۱ | ۱۰۴٫۰ | ۱۰۵٫۵ | ۱۰۴٫۳ | ۱۰۱٫۹ | ۶۲۱٫۵ |           |        |
| ۲۵   | عبدالله هل باکی     | بنگلادش             | ۱۰۳٫۸ | ۱۰۴٫۰ | ۱۰۵٫۴ | ۱۰۳٫۶ | ۱۰۰٫۶ | ۱۰۳٫۸ | ۶۲۱٫۲ |           |        |
| ۲۶   | Valérian Sauveplane | فرانسه              | ۱۰۲٫۶ | ۱۰۴٫۲ | ۱۰۴٫۲ | ۱۰۲٫۴ | ۱۰۳٫۶ | ۱۰۴٫۱ | ۶۲۱٫۱ |           |        |
| ۲۷   | Jorge Díaz          | اسپانیا             | ۱۰۳٫۳ | ۱۰۲٫۴ | ۱۰۳٫۲ | ۱۰۴٫۳ | ۱۰۴٫۳ | ۱۰۳٫۴ | ۶۲۰٫۹ |           |        |
| ۲۸   | Vadim Skorovarov    | ازبکستان            | ۱۰۲٫۹ | ۱۰۲٫۶ | ۱۰۵٫۳ | ۱۰۲٫۴ | ۱۰۴٫۵ | ۱۰۳٫۲ | ۶۲۰٫۹ |           |        |
| ۲۹   | Michael Janker      | آلمان               | ۱۰۱٫۰ | ۱۰۳٫۷ | ۱۰۴٫۵ | ۱۰۴٫۴ | ۱۰۴٫۰ | ۱۰۳٫۲ | ۶۲۰٫۸ |           |        |
| ۳۰   | Marco De Nicolo     | ایتالیا             | ۱۰۵٫۰ | ۱۰۳٫۰ | ۱۰۲٫۹ | ۱۰۲٫۹ | ۱۰۲٫۱ | ۱۰۴٫۶ | ۶۲۰٫۵ |           |        |
| ۳۱   | یانگ هائوران        | چین                 | ۱۰۱٫۶ | ۱۰۳٫۳ | ۱۰۳٫۹ | ۱۰۴٫۰ | ۱۰۳٫۹ | ۱۰۳٫۸ | ۶۲۰٫۵ |           |        |
| ۳۲   | Gernot Rumpler      | اتریش               | ۱۰۳٫۷ | ۱۰۲٫۶ | ۱۰۱٫۲ | ۱۰۴٫۶ | ۱۰۳٫۸ | ۱۰۴٫۵ | ۶۲۰٫۴ |           |        |
| ۳۳   | میلنکو سابیچ        | صربستان             | ۱۰۲٫۷ | ۱۰۴٫۳ | ۱۰۴٫۶ | ۱۰۳٫۳ | ۱۰۱٫۵ | ۱۰۳٫۶ | ۶۲۰٫۰ |           |        |
| ۳۴   | Daniel Lowe         | ایالات متحده آمریکا | ۱۰۲٫۵ | ۱۰۵٫۰ | ۱۰۴٫۰ | ۱۰۴٫۴ | ۱۰۲٫۰ | ۱۰۲٫۱ | ۶۲۰٫۰ |           |        |
| ۳۵   | Filip Nepejchal     | جمهوری چک           | ۱۰۴٫۰ | ۱۰۴٫۹ | ۱۰۴٫۳ | ۱۰۳٫۱ | ۱۰۱٫۴ | ۱۰۲٫۲ | ۶۱۹٫۹ |           |        |
| ۳۶   | Toshikazu Yamashita | ژاپن                | ۱۰۳٫۸ | ۱۰۴٫۶ | ۱۰۲٫۷ | ۱۰۴٫۷ | ۱۰۰٫۱ | ۱۰۳٫۶ | ۶۱۹٫۵ |           |        |
| ۳۷   | Dane Sampson        | استرالیا            | ۱۰۱٫۲ | ۱۰۳٫۹ | ۱۰۳٫۴ | ۱۰۳٫۱ | ۱۰۴٫۲ | ۱۰۳٫۵ | ۶۱۹٫۳ |           |        |
| ۳۸   | Jérémy Monnier      | فرانسه              | ۱۰۳٫۵ | ۱۰۳٫۵ | ۱۰۲٫۷ | ۱۰۲٫۰ | ۱۰۳٫۳ | ۱۰۳٫۵ | ۶۱۸٫۵ |           |        |
| ۳۹   | Hamada Talat        | مصر                 | ۱۰۲٫۴ | ۱۰۳٫۷ | ۱۰۲٫۷ | ۱۰۳٫۴ | ۱۰۳٫۰ | ۱۰۳٫۰ | ۶۱۸٫۲ |           |        |
| ۴۰   | اوله کریستیان براین | نروژ                | ۱۰۳٫۱ | ۱۰۳٫۳ | ۱۰۳٫۴ | ۱۰۲٫۹ | ۱۰۳٫۰ | ۱۰۲٫۲ | ۶۱۷٫۹ |           |        |
| ۴۱   | Napis Tortungpanich | تایلند              | ۱۰۳٫۷ | ۱۰۲٫۰ | ۱۰۲٫۰ | ۱۰۳٫۳ | ۱۰۴٫۴ | ۱۰۲٫۰ | ۶۱۷٫۴ |           |        |
| ۴۲   | Anton Rizov         | بلغارستان           | ۱۰۳٫۰ | ۱۰۲٫۰ | ۱۰۳٫۹ | ۱۰۲٫۲ | ۱۰۱٫۳ | ۱۰۴٫۹ | ۶۱۷٫۳ |           |        |
| ۴۳   | Jung Ji-geun        | کره جنوبی           | ۱۰۴٫۳ | ۱۰۴٫۲ | ۱۰۲٫۸ | ۹۷٫۲  | ۱۰۴٫۴ | ۱۰۳٫۸ | ۶۱۶٫۷ |           |        |
| ۴۴   | Yuriy Yurkov        | قزاقستان            | ۱۰۱٫۳ | ۱۰۲٫۴ | ۱۰۴٫۱ | ۱۰۱٫۶ | ۱۰۲٫۹ | ۱۰۳٫۰ | ۶۱۵٫۳ |           |        |
| ۴۵   | Julio Iemma         | ونزوئلا             | ۱۰۱٫۷ | ۱۰۲٫۵ | ۱۰۱٫۳ | ۹۹٫۹  | ۱۰۴٫۲ | ۱۰۳٫۱ | ۶۱۲٫۷ |           |        |
| ۴۶   | Jack Rossiter       | استرالیا            | ۱۰۰٫۲ | ۹۹٫۹  | ۱۰۳٫۱ | ۱۰۲٫۴ | ۱۰۳٫۸ | ۱۰۳٫۰ | ۶۱۲٫۴ |           |        |
| ۴۷   | شفیق بوعود          | الجزایر             | ۱۰۰٫۴ | ۱۰۱٫۲ | ۱۰۳٫۰ | ۱۰۱٫۶ | ۱۰۴٫۲ | ۱۰۱٫۷ | ۶۱۲٫۱ |           |        |
| ۴۸   | Reinier Estpinan    | کوبا                | ۱۰۱٫۹ | ۱۰۱٫۲ | ۱۰۰٫۶ | ۱۰۲٫۴ | ۱۰۱٫۲ | ۱۰۲٫۷ | ۶۱۰٫۰ |           |        |
| ۴۹   | Alexander Molerio   | کوبا                | ۹۹٫۲  | ۱۰۱٫۳ | ۱۰۲٫۶ | ۹۹٫۲  | ۱۰۱٫۸ | ۱۰۳٫۱ | ۶۰۷٫۲ |           |        |
| ۵۰   | Mangala Samarakoon  | سری‌لانکا            | ۹۷٫۱  | ۱۰۰٫۹ | ۹۷٫۷  | ۹۹٫۱  | ۹۸٫۱  | ۹۶٫۷  | ۵۸۹٫۶ |           |        |

## نهایی
فینال طبق مقررات ISSF تیراندازی شد. ورزشکاران ۶ شلیک را در سری ۲×۳ شلیک کردند تا اینکه در هر شوت دیگری که کمترین رتبه را داشت حذف شد.
| Rk | Athlete                    | 1    | 2    | 3    | 4    | 5    | 6    | 7    | 8    | 9    | Final | Notes |
| -- | -------------------------- | ---- | ---- | ---- | ---- | ---- | ---- | ---- | ---- | ---- | ----- | ----- |
| 1  | نیکولو کامپریانی · ایتالیا | 30.3 | 31.0 | 20.7 | 20.7 | 20.0 | 20.8 | 21.0 | 20.3 | 21.3 | 206.1 | ر.ک   |
| 2  | سرگی کولیش · اوکراین       | 30.8 | 30.0 | 21.3 | 21.0 | 21.2 | 19.6 | 19.9 | 20.6 | 20.2 | 204.6 |       |
| 3  | ولادیمیر ماسلنیکوف · روسیه | 29.9 | 31.7 | 20.4 | 20.9 | 20.7 | 20.5 | 20.0 | 20.1 | —    | 184.2 |       |
| 4  | آبهیناو بیندرا · هند       | 29.9 | 30.2 | 21.1 | 21.5 | 20.8 | 20.2 | 20.1 | —    | —    | 163.8 |       |
| 5  | پیتر سیدی · مجارستان       | 30.8 | 30.9 | 18.8 | 20.9 | 20.7 | 20.6 | —    | —    | —    | 142.7 |       |
| 6  | Illia Charheika · بلاروس   | 29.6 | 30.8 | 20.2 | 20.5 | 20.5 | —    | —    | —    | —    | 121.6 |       |
| 7  | پتار گورشا · کرواسی        | 30.3 | 30.7 | 19.7 | 20.3 | —    | —    | —    | —    | —    | 101.0 |       |
| 8  | اوله تسارکوف · اوکراین     | 27.5 | 32.0 | 20.2 | —    | —    | —    | —    | —    | —    | 79.7  |       |